# شعيب السدنة
شعيب السدنة هو شعيب في سراة بلاد بلقرن في محافظة بلقرن على اسم قرية السدنة بالقرب منه وادي ثماء، وعليه سد وادي السدنة.